# Noel Coleman
Noel Coleman (26 de noviembre de 1919 – 12 de octubre de 2007) fue un actor británico que apareció en numerosas series de televisión.

## Biografía
Coleman se formó en la Real Academia de Arte Dramático. Ya en 1969, apareció en la serie de episodios del Doctor Who The War Games como General Smythe y en Enano Rojo en el episodio "Waiting for God". En 1971, Coleman encarnó al General Webb en la serie de ocho episodios de la BBC El último mohicano. A mediados de los 80, fue personaje recurrente en la soap opera de Channel 4 Brookside como Brian Palmer.
Coleman también  hizo diferentes obras de teatro tanto en el West End como en Broadway.